# Kerékpározás az 1948. évi nyári olimpiai játékokon
Az 1948. évi nyári olimpiai játékokon a kerékpározás versenyek hat számból álltak.

## Éremtáblázat
A rendező ország csapata eltérő háttérszínnel, az egyes számoszlopok legmagasabb értéke, vagy értékei vastagítással kiemelve.
| Az 1948. évi nyári olimpiai játékok éremtáblázata kerékpározásban | Az 1948. évi nyári olimpiai játékok éremtáblázata kerékpározásban | Az 1948. évi nyári olimpiai játékok éremtáblázata kerékpározásban | Az 1948. évi nyári olimpiai játékok éremtáblázata kerékpározásban | Az 1948. évi nyári olimpiai játékok éremtáblázata kerékpározásban | Olimpia  |
| ----------------------------------------------------------------- | ----------------------------------------------------------------- | ----------------------------------------------------------------- | ----------------------------------------------------------------- | ----------------------------------------------------------------- | -------- |
|                                                                   | Ország                                                            | Arany                                                             | Ezüst                                                             | Bronz                                                             | Összesen |
| 1.                                                                | Franciaország (FRA)                                               | 3                                                                 | 0                                                                 | 2                                                                 | 5        |
| 2.                                                                | Olaszország (ITA)                                                 | 2                                                                 | 1                                                                 | 0                                                                 | 3        |
| 3.                                                                | Belgium (BEL)                                                     | 1                                                                 | 1                                                                 | 1                                                                 | 3        |
|                                                                   |                                                                   |                                                                   |                                                                   |                                                                   |          |
| 4.                                                                | Nagy-Britannia (GBR)                                              | 0                                                                 | 3                                                                 | 2                                                                 | 5        |
| 5.                                                                | Hollandia (NED)                                                   | 0                                                                 | 1                                                                 | 0                                                                 | 1        |
|                                                                   |                                                                   |                                                                   |                                                                   |                                                                   |          |
| 6.                                                                | Dánia (DEN)                                                       | 0                                                                 | 0                                                                 | 1                                                                 | 1        |
|                                                                   |                                                                   |                                                                   |                                                                   |                                                                   |          |
| Összesen                                                          | Összesen                                                          | 6                                                                 | 6                                                                 | 6                                                                 | 18       |

## Érmesek

### Országúti számok
| Az 1948. évi nyári olimpiai játékok érmesei országúti kerékpározásban |                                                                         |                                                                         |                                                                     |
| Versenyszám                                                           | Arany                                                                   | Ezüst                                                                   | Bronz                                                               |
| Férfi országúti mezőnyverseny (194,63 km)                             | José Beyaert · Franciaország (FRA) · 5:18:12.6                          | Gerrit Voortling · Hollandia (NED) · 5:18:16.2                          | Lode Wouters · Belgium (BEL) · 5:18:16.2                            |
| Országúti csapatverseny                                               | Belgium (BEL) · Léon Delathouwer · Eugène van Roosbroeck · Lode Wouters | Nagy-Britannia (GBR) · Robert John Maitland · Ian Scott · Gordon Thomas | Franciaország (FRA) · José Beyaert · Jacques Dupont · Alain Moineau |

### Pályakerékpár
| Az 1948. évi nyári olimpiai játékok érmesei pálya-kerékpározásban |                                                                                               |                                                                                                 |                                                                                                 |
| Versenyszám                                                       | Arany                                                                                         | Ezüst                                                                                           | Bronz                                                                                           |
| Repülőverseny (2000 m)                                            | Mario Ghella · Olaszország (ITA) · 12.0                                                       | Reg Harris · Nagy-Britannia (GBR)                                                               | Axel Schandorff · Dánia (DEN)                                                                   |
| 1000 m időfutam                                                   | Jacques Dupont · Franciaország (FRA) · 1:13.5                                                 | Pierre Nihant · Belgium (BEL) · 1:14.5                                                          | Tommy Godwin · Nagy-Britannia (GBR) · 1:15.0                                                    |
| Kétüléses (tandem)                                                | Olaszország (ITA) · Renato Perona · Ferdinando Teruzzi                                        | Nagy-Britannia (GBR) · Alan Bannister · Reg Harris                                              | Franciaország (FRA) · Gaston Dron · René Faye                                                   |
| Férfi 4000 méter csapat üldözőverseny                             | Franciaország (FRA) · Fernand Decanali · Pierre Adam · Serge Blusson · Charles Coste · 4:57.8 | Olaszország (ITA) · Rino Pucci · Arnaldo Benfenati · Guido Bernardi · Anselmo Citterio · 5:36.2 | Nagy-Britannia (GBR) · Wilfred Waters · Robert Geldard · Tommy Godwin · David Ricketts · 5:55.8 |